# Sex determining region of Y

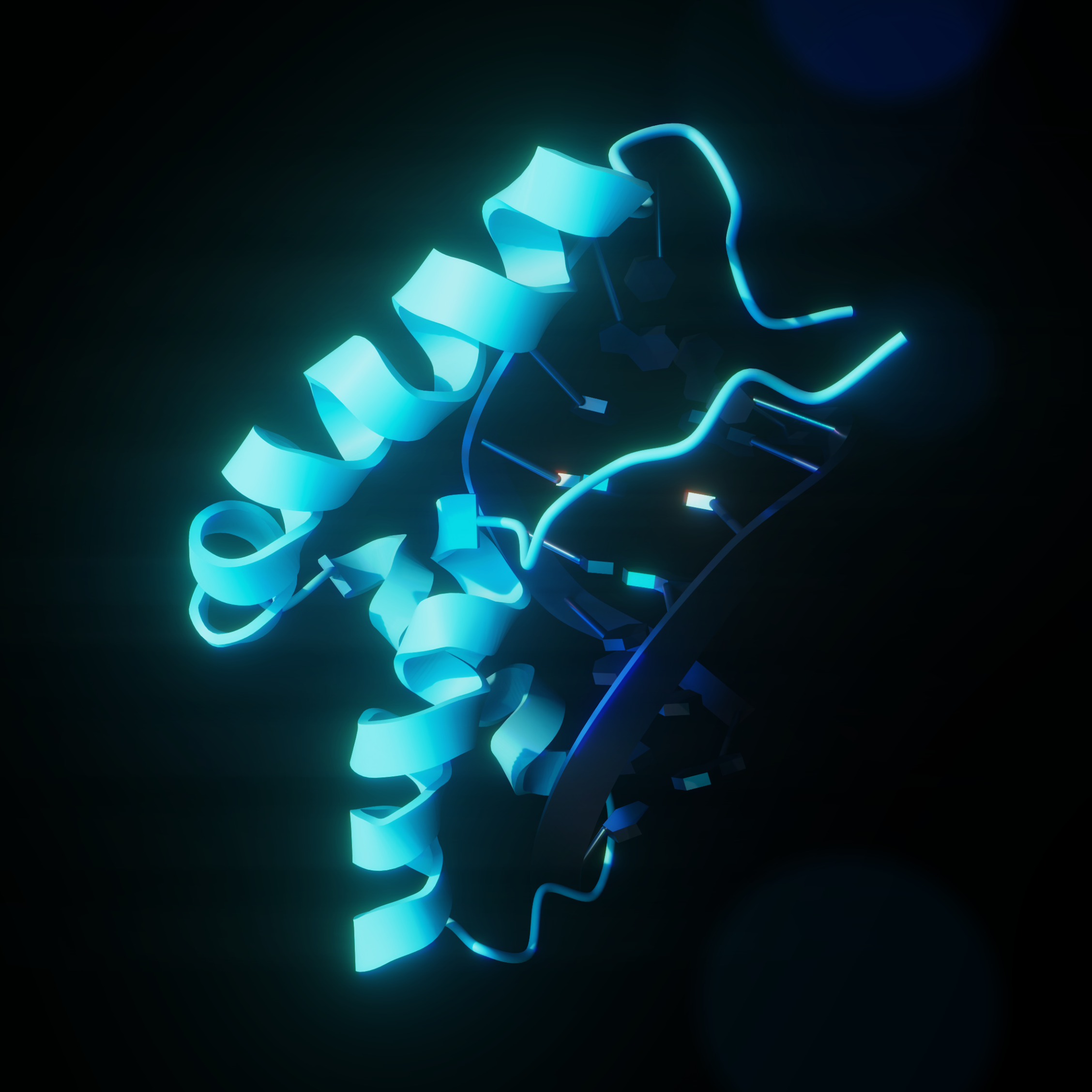
Struktur des TDF-Proteins, das durch die SRY codiert wird

Sex determining region of Y (SRY, wörtlich: „geschlechtsbestimmende Region von Y“) ist die Bezeichnung eines Gens, kurz SRY-Gen genannt, das im Normalfall auf dem kurzen Arm des Y-Chromosom des Menschen liegt. Es codiert einen Transkriptionsfaktor – den Hoden-determinierenden Faktor (TDF für engl. Testis-determining factor) –, der zur (HMG)-Box-Proteinfamilie von DNA-Bindungsproteinen gehört.
Durch das TDF trägt das SRY-Gen neben anderen Genen zur Geschlechtsdetermination beim Menschen und anderen Theria bei. Entsprechend haben Menschen, die dieses Chromosom mit dem entsprechenden Gen besitzen, im Normalfall einen männlichen Phänotypus. Die meisten Säugetiere besitzen ein weiteres Gen mit ähnlicher Funktion, UBE1. Für die Funktion des SRY-Gens ist es unerheblich, wie viele Kopien des X-Chromosoms vorliegen und es ist auch bei Menschen mit einem multiplen X-Chromosom (Klinefelter-Syndrom) wirksam. Der durch das Gen codierte Hoden-determinierender Faktor steuert auch hier die weitere Entwicklung zum männlichen Geschlecht.
In seltenen Fällen kann das SRY-Gen auf dem Y-Chromosom fehlen oder durch Mutationen inaktiviert sein, wodurch Menschen mit dieser Variation des Chromosoms sich zu sterilen XY-Frauen entwickeln. Außerdem ist es möglich, dass das Gen durch Translokation auf das X-Chromosom gelangt, wodurch auch bei einem XX-Satz sterile männliche Individuen entstehen (XX-Mann).
Das SRY-Gen wurde von Peter N. Goodfellow und Robin Lovell-Badge entdeckt.